# 日本のアダルトアニメ一覧 (や行)
- アニメ > アダルトアニメ > 日本のアダルトアニメ一覧 > 日本のアダルトアニメ一覧 (や行)
- アニメ > アニメ作品一覧 > 日本のアダルトアニメ一覧 > 日本のアダルトアニメ一覧 (や行)

日本のアダルトアニメ一覧 (や行)では、日本におけるアニメ商業作品においてアダルトアニメとされている作品の五十音順“や行”の一覧を記載。
- 記載の凡例については日本のアダルトアニメ一覧#凡例を参照

| あ行 | あ・い・う・え・お | は行 | は・ひ・ふ・へ・ほ |
| か行 | か・き・く・け・こ | ま行 | ま・み・む・め・も |
| さ行 | さ・し・す・せ・そ | や行 | や・ゆ・よ         |
| た行 | た・ち・つ・て・と | ら行 | ら・り・る・れ・ろ |
| な行 | な・に・ぬ・ね・の | わ行 | わ・ゐ・ゑ・を・ん |

| 1960年代 - 1990年代 | 1960年代 | 1960・1961・1962・1963・1964・1965・1966・1967・1968・1969 |
| 1960年代 - 1990年代 | 1970年代 | 1970・1971・1972・1973・1974・1975・1976・1977・1978・1979 |
| 1960年代 - 1990年代 | 1980年代 | 1980・1981・1982・1983・1984・1985・1986・1987・1988・1989 |
| 1960年代 - 1990年代 | 1990年代 | 1990・1991・1992・1993・1994・1995・1996・1997・1998・1999 |
| 2000年代            | 2000年代 | 2000・2001・2002・2003・2004・2005・2006・2007・2008・2009 |
| 2010年代            | 2010年代 | 2010・2011・2012・2013・2014・2015・2016・2017・2018・2019 |
| 2020年代            | 2020年代 | 2020・2021・2022・2023・2024・2025・2026・2027・2028・2029 |

| 目次 | • 脚注• 注釈• 出典• 参考文献 |

## や
| 作品名                                                                                        | 年月日         | 製作                | 発売元             | 販売元                             |
| --------------------------------------------------------------------------------------------- | -------------- | ------------------- | ------------------ | ---------------------------------- |
| ヤーリマクィーン                                                                              | 2000年6月25日  | AIC、グリーンバニー |                    |                                    |
| 館 〜官能奇譚〜 生意気牝れいぶ・美貴 〜気高くハメる淑女の躾け♥                                | 2014年11月28日 | PoRO                | PoRO               | エイ・ワン・シー                   |
| 館 〜官能奇譚〜 天然牝奴れ妹・瑠璃 〜躊躇い拡げる卑猥な皺穴♥                                  | 2015年2月27日  | PoRO                | PoRO               | エイ・ワン・シー                   |
| 館熟女 前編                                                                                   | 2007年12月7日  | デジタルワークス    | バニラ             | ジェイ・ブイ・ディー               |
| 館熟女 後編                                                                                   | 2008年3月7日   | デジタルワークス    | バニラ             | ジェイ・ブイ・ディー               |
| 夜勤病棟 Karte.1                                                                              | 2000年12月8日  | ディスカバリー      | ディスカバリー     | セブンエイト                       |
| 夜勤病棟 Karte.2                                                                              | 2001年3月23日  | ディスカバリー      | ディスカバリー     | セブンエイト                       |
| 夜勤病棟 Karte.3                                                                              | 2001年6月22日  | ディスカバリー      | ディスカバリー     | セブンエイト                       |
| 夜勤病棟 Karte.4                                                                              | 2001年9月28日  | ディスカバリー      | ディスカバリー     | セブンエイト                       |
| 夜勤病棟 Karte.5                                                                              | 2002年1月25日  | ディスカバリー      | ディスカバリー     | セブンエイト                       |
| 夜勤病棟 Karte.6                                                                              | 2003年1月31日  | ディスカバリー      | ディスカバリー     | セブンエイト                       |
| 夜勤病棟 Karte.7                                                                              | 2003年4月25日  | ディスカバリー      | ディスカバリー     | セブンエイト                       |
| 夜勤病棟 Karte.8                                                                              | 2003年8月29日  | ディスカバリー      | ディスカバリー     | セブンエイト                       |
| 夜勤病棟 Karte.9                                                                              | 2003年12月26日 | ディスカバリー      | ディスカバリー     | セブンエイト                       |
| 夜勤病棟 Karte.10                                                                             | 2004年1月30日  | ディスカバリー      | ディスカバリー     | セブンエイト                       |
| 夜勤病棟 Kranke 児玉ひかる                                                                    | 2005年5月27日  | ディスカバリー      | ディスカバリー     | セブンエイト                       |
| 夜勤病棟 Kranke 児玉あい                                                                      | 2005年8月26日  | ディスカバリー      | ディスカバリー     | セブンエイト                       |
| 夜勤病棟 Kranke 七瀬 恋                                                                       | 2005年11月25日 | ディスカバリー      | ディスカバリー     | セブンエイト                       |
| 夜勤病棟・弐 ope：01                                                                          | 2004年7月30日  | WHITE BEAR          | ディースリー       | オンリー・ハーツ                   |
| 夜勤病棟・弐 ope：02                                                                          | 2004年11月28日 | WHITE BEAR          | ディースリー       | オンリー・ハーツ                   |
| 夜勤病棟・弐 ope：03                                                                          | 2005年4月29日  | WHITE BEAR          | ディースリー       | オンリー・ハーツ                   |
| 夜勤病棟・弐 ope：04                                                                          | 2005年10月21日 | WHITE BEAR          | ディースリー       | オンリー・ハーツ                   |
| 夜勤病棟・弐 ope：05                                                                          | 2006年1月27日  | WHITE BEAR          | ディースリー       | オンリー・ハーツ                   |
| 夜勤病棟・参 Experiment.1                                                                     | 2005年7月29日  | ディスカバリー      | ディスカバリー     | セブンエイト                       |
| 夜勤病棟・参 Experiment.2                                                                     | 2005年10月28日 | ディスカバリー      | ディスカバリー     | セブンエイト                       |
| 夜勤病棟・参 Experiment.3                                                                     | 2006年1月27日  | ディスカバリー      |                    |                                    |
| ヤスジのポルノラマ やっちまえ!!                                                               | 1971年9月24日  | 東京テレビ動画      | DIGレーベル        | ハピネット・メディアマーケティング |
| ヤバい! -復讐・闇サイト- いじめ速報、燃料投下!? ネット民に問う。妹殺しはこの牝豚3人の中に……編 | 2014年2月28日  | 鈴木みら乃          | 鈴木みら乃         | エイ・ワン・シー                   |
| ヤバい! -復讐・闇サイト- 全世界に拡散希望。死者からのリプライは牝豚野郎の削除要請!?編         | 2014年4月25日  | 鈴木みら乃          | 鈴木みら乃         | エイ・ワン・シー                   |
| やみつきフェロモン The Animation 第1巻                                                        | 2022年1月28日  | ピンクパイナップル  | ピンクパイナップル | ピンクパイナップル                 |
| やみつきフェロモン The Animation 第2巻                                                        | 2022年1月28日  | ピンクパイナップル  | ピンクパイナップル | ピンクパイナップル                 |
| 闇憑村 めるてぃーりみっと The Animation 上巻 -act01- その村に男だけで訪れてはいけない         | 2022年3月25日  | ショーテン          |                    |                                    |
| 闇憑村 めるてぃーりみっと The Animation 下巻 -act02- 淫魔ならもつと上手くやれ                 | 2022年4月28日  | ショーテン          |                    |                                    |
| ヤリモクビーチに修学旅行で!! THE ANIMATION                                                    | 2017年4月28日  | ピンクパイナップル  | ピンクパイナップル | ピンクパイナップル                 |
| ヤリチン家庭教師ネトリ報告 〜ドスケベ巨乳母娘丼〜 #1                                          | 2020年5月29日  | あんてきぬすっ      | あんてきぬすっ     |                                    |
| ヤリチン家庭教師ネトリ報告 〜ドスケベ巨乳母娘丼〜 #2                                          | 2020年6月5日   | あんてきぬすっ      | あんてきぬすっ     |                                    |
| やりマン不動産 おすすめ物件はコ・チ・ラ♥ 〜女社長はいつも空室あり〜 1号室                     | 2014年4月4日   | AniMan              | AniMan             | ミルキーズピクチャーズ             |
| やりマン不動産 おすすめ物件はコ・チ・ラ♥ 〜女社長はいつも空室あり〜 2号室                     | 2014年6月6日   | AniMan              | AniMan             | ミルキーズピクチャーズ             |
| やる気まんまん 秘技芸者篇                                                                     | 1989年8月25日  | ナック映画          | ナック             | 東映                               |
| やる気まんまん2 昇天!ソープ嬢                                                                 | 1990年3月23日  | ナック映画          | ナック             | 東映                               |
| やる気まんまん3 KYOTOハーレムナイト                                                           | 1990年8月24日  | ナック映画          | ナック             | 東映                               |
| ヤれる子!電車エッチ #01「純情そうな○学生…」                                                   | 2016年10月28日 | せるふぃっしゅ      |                    |                                    |
| ヤれる子!電車エッチ #02「留学生はオタク女子!」                                                | 2016年11月18日 | せるふぃっしゅ      |                    |                                    |

## ゆ
| 作品名                                                                       | 年月日         | 製作                         | 発売元                       | 販売元                 |
| ---------------------------------------------------------------------------- | -------------- | ---------------------------- | ---------------------------- | ---------------------- |
| 優遇接待 孤島の極楽へようこそ scene-1「楽しい水泳合宿になるはずだったのに…」 | 2004年7月25日  | 「優遇接待」アニメ製作委員会 | 「優遇接待」アニメ製作委員会 | GPミュージアムソフト   |
| 優遇接待 孤島の極楽へようこそ scene-2「お願い…見逃してください…」            | 2005年1月25日  | 「優遇接待」アニメ製作委員会 | 「優遇接待」アニメ製作委員会 | GPミュージアムソフト   |
| 優等生綾香のウラオモテ 第1話 優等生のビッチな日々                            | 2020年10月30日 | メリー・ジェーン             | メリー・ジェーン             | メリー・ジェーン       |
| 優等生綾香のウラオモテ 第2話 アヤカは今日も止まらない                        | 2021年2月5日   | メリー・ジェーン             | メリー・ジェーン             | メリー・ジェーン       |
| YU-NO 第1幕「誘惑する事象たち」                                              | 1998年9月25日  | ピンクパイナップル           | ピンクパイナップル           | ピンクパイナップル     |
| YU-NO 第2幕「不連続体のコンチェルト」                                        | 1999年1月22日  | ピンクパイナップル           | ピンクパイナップル           | ピンクパイナップル     |
| YU-NO 第3幕「分岐点のシンデレラ」                                            | 1999年6月25日  | ピンクパイナップル           | ピンクパイナップル           | ピンクパイナップル     |
| YU-NO 第4幕「世界の果てで女神は唄う」                                        | 1999年9月24日  | ピンクパイナップル           | ピンクパイナップル           | ピンクパイナップル     |
| euphoria 〜真中合歓 地獄始動編〜                                             | 2011年12月22日 | 魔人                         | 魔人                         | エイ・ワン・シー       |
| euphoria 〜帆刈叶 楽園終焉編〜                                               | 2012年3月30日  | 魔人                         | 魔人                         | エイ・ワン・シー       |
| euphoria 〜白夜凛音 輪廻転生編〜                                             | 2014年6月27日  | 魔人                         | 魔人                         | エイ・ワン・シー       |
| euphoria 〜「蒔羽梨香」「葵菜月」蘇る地獄絵図 編〜                           | 2015年2月27日  | 魔人                         | 魔人                         | エイ・ワン・シー       |
| euphoria 地下の戦慄ゲーム、地上のスカトロ地獄。笑う黒幕は……幼なじみ!? 編     | 2015年11月27日 | 魔人                         | 魔人                         | エイ・ワン・シー       |
| euphoria 目指す楽園は神聖なる儀式の先に。救世主の母は……白夜凛音!? 編         | 2016年2月26日  | 魔人                         | 魔人                         | エイ・ワン・シー       |
| 誘惑 〜始発の章〜                                                            | 2003年7月25日  | ディスカバリー               | ディスカバリー               | セブンエイト           |
| 誘惑 〜終電の章〜                                                            | 2003年10月31日 | ディスカバリー               | ディスカバリー               | セブンエイト           |
| 誘惑 COUNT DOWN 第1巻「ALIMONY HUNTER」「SEEK」                              | 1995年6月16日  | ピンクパイナップル           | ピンクパイナップル           | ピンクパイナップル     |
| 誘惑 COUNT DOWN 第2巻「紅」「ずっと甘いくちびる」                            | 1995年8月25日  | ピンクパイナップル           | ピンクパイナップル           | ピンクパイナップル     |
| 誘惑 COUNT DOWN 第3巻「バージン ロード」「からくり評判記」                   | 1995年11月22日 | ピンクパイナップル           | ピンクパイナップル           | ピンクパイナップル     |
| 誘惑 COUNT DOWN 第4巻 鏡［AKIRA］ 第一章                                     | 1997年3月28日  | ピンクパイナップル           | ピンクパイナップル           | ピンクパイナップル     |
| 誘惑 COUNT DOWN 第5巻 鏡［AKIRA］ 第二章                                     | 1997年5月23日  | ピンクパイナップル           | ピンクパイナップル           | ピンクパイナップル     |
| 誘惑 COUNT DOWN 第6巻 鏡［AKIRA］ 第三章                                     | 1997年8月29日  | ピンクパイナップル           | ピンクパイナップル           | ピンクパイナップル     |
| 故に人妻は寝取られた。 第一巻                                                | 2019年2月22日  | Queen Bee                    | メディアバンク               | メディアバンク         |
| 故に人妻は寝取られた。 第二巻                                                | 2019年4月12日  | Queen Bee                    | メディアバンク               | メディアバンク         |
| 雪夜一夜物語 第一夜 盗人                                                     | 2004年3月18日  | officeAO                     | officeAO                     | officeAO               |
| 雪夜一夜物語 第二夜 女痴武者                                                 | 2004年11月26日 | officeAO                     | officeAO                     | officeAO               |
| 雪夜一夜物語 第三夜 愛辱の花嫁                                               | 2005年7月29日  | officeAO                     | officeAO                     | officeAO               |
| 指先案内人 汁だく接待おかわり三杯目 第一話 堕ちてゆく花嫁                    | 2010年9月17日  | ミルキーズピクチャーズ       | ミルキーズピクチャーズ       | ミルキーズピクチャーズ |
| 指先案内人 汁だく接待おかわり三杯目 第二話 新たなる獲物（ターゲット）        | 2010年11月19日 | ミルキーズピクチャーズ       | ミルキーズピクチャーズ       | ミルキーズピクチャーズ |
| 指先案内人 汁だく接待おかわり三杯目 第三話 終わらない悪夢                    | 2010年12月17日 | ミルキーズピクチャーズ       | ミルキーズピクチャーズ       | ミルキーズピクチャーズ |
| 指先から本気の熱情 幼なじみは消防士 完全版                                   | 2019年10月23日 | 彗星社                       |                              |                        |
| 指先から本気の熱情2 恋人は消防士 プレミアム版                                | 2021年10月27日 | 彗星社                       |                              |                        |
| 夢喰い 樟葉瑠美 調教編                                                       | 2011年7月29日  | 鈴木みら乃                   | 鈴木みら乃                   | エイ・ワン・シー       |
| 夢喰い 樟葉悠美 開発編                                                       | 2011年9月30日  | 鈴木みら乃                   | 鈴木みら乃                   | エイ・ワン・シー       |
| ゆんゆん☆パラダイス                                                          | 1995年6月30日  | ピンクパイナップル           | ピンクパイナップル           | ピンクパイナップル     |

## よ
| 作品名                                                                                          | 年月日         | 製作                     | 発売元                   | 販売元                           |
| ----------------------------------------------------------------------------------------------- | -------------- | ------------------------ | ------------------------ | -------------------------------- |
| 幼●美少女みるくちゃん                                                                           | 2002年5月17日  | オブテイン・フューチャー | オブテイン・フューチャー |                                  |
| 妖香の剣 壱の巻                                                                                 | 2004年5月28日  | くの一パートナーズ       | ハイパースペース         |                                  |
| 妖香の剣 弐の巻                                                                                 | 2004年7月23日  | くの一パートナーズ       | ハイパースペース         |                                  |
| ようこそ!スケベエルフの森へ #1 救世主様、村中のエルフを孕ませてください                         | 2018年2月2日   | ばにぃうぉ〜か〜         | ばにぃうぉ〜か〜         |                                  |
| ようこそ!スケベエルフの森へ #2 ニンゲンのチ●ポなんかに…負けて、たまるか…っ                      | 2018年3月2日   | ばにぃうぉ〜か〜         | ばにぃうぉ〜か〜         |                                  |
| ようこそ!スケベエルフの森へ #3 エルフとダークエルフの全面対決!救世主様と『らぶらぶ子作り対決』♡ | 2020年7月3日   | ばにぃうぉ〜か〜         | ばにぃうぉ〜か〜         |                                  |
| ようこそ!スケベエルフの森へ #4 エルフもダークエルフも仲良く子作り!救世主様と『ハーレム生活』♡   | 2020年8月7日   | ばにぃうぉ〜か〜         | ばにぃうぉ〜か〜         |                                  |
| 妖獣教室                                                                                        | 1990年5月25日  | 大映映像                 | 大映映像                 | 大映                             |
| 妖獣教室II                                                                                      | 1990年7月27日  | 大映映像                 | 大映映像                 | 大映                             |
| 妖獣教室3                                                                                       | 1991年7月26日  | 大映映像                 | 大映映像                 | 大映                             |
| 妖獣教室4                                                                                       | 1991年10月18日 | 大映映像                 | 大映映像                 | 大映                             |
| 妖獣教室 香港復活篇                                                                             | 1994年5月13日  | 大映                     | 大映                     | 徳間ジャパンコミュニケーションズ |
| 妖獣教室 完結篇                                                                                 | 1994年5月27日  | 大映                     | 大映                     | 徳間ジャパンコミュニケーションズ |
| 妖獣教室外伝 劇場版 前編 ［成人指定版］                                                         | 1996年1月12日  | 大映                     | 大映                     | 徳間ジャパンコミュニケーションズ |
| 妖獣教室外伝 劇場版 後編 ［成人指定版］                                                         | 1996年2月9日   | 大映                     | 大映                     | 徳間ジャパンコミュニケーションズ |
| 妖獣教室外伝2 エロス女神降臨                                                                    | 1996年9月13日  | 大映                     | 大映                     | 徳間ジャパンコミュニケーションズ |
| 妖獣教室外伝3 聖母のエクスタシー                                                                | 1996年9月13日  | 大映                     | 大映                     | 徳間ジャパンコミュニケーションズ |
| 妖獣戦線 アドベンチャーKID                                                                      | 1992年7月21日  | ムーフィルム             | ムーフィルム             | 創美企画                         |
| 妖獣戦線 アドベンチャーKID2 -煉獄快楽篇-                                                        | 1993年3月21日  | ジュピターフィルムズ     | ジュピターフィルムズ     | 創美エンタテインメント           |
| 妖獣戦線 アドベンチャーKID3 -愛の妙薬-                                                          | 1993年10月21日 | ジュピターフィルムズ     | ジュピターフィルムズ     | 創美エンタテインメント           |
| 妖囁 前編 陰陽                                                                                  | 2001年11月2日  | ディースリー             | ディースリー             | ミントハウス                     |
| 妖囁 後編 黄泉                                                                                  | 2002年2月1日   | ディースリー             | ディースリー             | ミントハウス                     |
| 妖魔娼館へようこそ♥ #1 〜娼婦は肉棒で喘ぐ〜                                                     | 2020年2月7日   | ばにぃうぉ〜か〜         | ばにぃうぉ〜か〜         |                                  |
| 妖魔娼館へようこそ♥ #2 〜娼婦は乱交で濡れる〜                                                   | 2020年3月6日   | ばにぃうぉ〜か〜         | ばにぃうぉ〜か〜         |                                  |
| 欲情バズーカ THE ANIMATION 「たっぷり濃いのイッパツで!」                                        | 2013年10月25日 | ピンクパイナップル       | ピンクパイナップル       | ピンクパイナップル               |
| 横恋母 〜Immoral Mother〜 上巻                                                                  | 2009年9月25日  | 鈴木みら乃               | 鈴木みら乃               | エイ・ワン・シー                 |
| 横恋母 〜Immoral Mother〜 下巻                                                                  | 2009年11月27日 | 鈴木みら乃               | 鈴木みら乃               | エイ・ワン・シー                 |
| 夜這いする七人の孕女 上巻 淫らな訪問者                                                          | 2014年11月21日 | メリー・ジェーン         | メリー・ジェーン         | メリー・ジェーン                 |
| 夜這いする七人の孕女 下巻 当主の花嫁                                                            | 2015年3月20日  | メリー・ジェーン         | メリー・ジェーン         | メリー・ジェーン                 |
| 夜が来る! -Squarc of the MOON- 第1夜 双つの月                                                   | 2002年4月25日  | 「夜が来る！」製作委員会 | グリーンバニー           |                                  |
| 夜が来る! -Squarc of the MOON- 第2夜 邪つの月                                                   | 2002年8月25日  | 「夜が来る！」製作委員会 | グリーンバニー           |                                  |
| 夜が来る! -Squarc of the MOON- 第3夜 陵の月                                                     | 2002年11月25日 | 「夜が来る！」製作委員会 | グリーンバニー           |                                  |
| 夜が来る! -Squarc of the MOON- 第4夜 幽の月                                                     | 2003年2月21日  | 「夜が来る！」製作委員会 | グリーンバニー           |                                  |
| ←ま行                                                                                           | ↑目次          | ら行→                    | ら行→                    | ら行→                            |